# Кириллов, Валентин Евгеньевич
Валентин Евгеньевич Кириллов (10 декабря 1954, Ленинград, СССР) — советский и российский футболист; тренер, функционер. Мастер спорта СССР.

## Биография
Воспитанник ленинградской футбольной школы «Смена», первый тренер П. А. Горбачёв. В 1972—1973 и 1975—1976 годах был в составе ленинградского «Зенита», выступал за дубль. В 1974 — в составе ленинградского «Динамо», играл за юношескую сборную Ленинграда.
Дальнейшая жизнь связана с ижевским футболом. В 1977—1991 годах выступал во второй лиге за «Зенит», в 442 играх забил 93 гола. В первенстве России играл в 1992—1994 годах за «Газовик-Газпром». В 1996—2003 годах — тренер команды, в конце сезонов-2001 и 2003 — исполняющий обязанности главного тренера. С 2004 года и до расформирования команды в 2010 году — начальник команды, с 2011 работает на аналогичной должности в клубе «Зенит-Ижевск»